# Sisyphus fasciculatus
Sisyphus fasciculatus là một loài bọ cánh cứng trong họ Bọ hung (Scarabaeidae).